# Clarence DeMar
Clarence Harrison DeMar (Madeira, 7 giugno 1888 – 11 giugno 1958) è stato un maratoneta statunitense.
Ha vinto per ben sette volte la maratona di Boston (1911, 1922, 1923, 1924, 1927, 1928 e 1930). Inoltre ha conquistato una medaglia di bronzo olimpica nel 1924 a Parigi.

## Palmarès

### Olimpiadi
- Bronzo a Parigi 1924 nella maratona.

## Campionati nazionali
1926
- Oro ai campionati AAU di maratona - 2h45'05"

1927
- Oro ai campionati AAU di maratona - 2h43'40"

1934
- Argento ai campionati AAU di maratona

1937
- 4º ai campionati AAU di maratona - 2h47'18"

## Altre competizioni internazionali
1910
- Argento alla Maratona di Boston ( Boston) - 2h29'52"

1911
- Oro alla Maratona di Boston ( Boston) - 2h21'39"

1917
- Bronzo alla Maratona di Boston ( Boston) - 2h31'05"

1922
- Oro alla Maratona di Boston ( Boston) - 2h18'20"

1923
- Oro alla Maratona di Boston ( Boston) - 2h23'47"

1924
- Oro alla Maratona di Boston ( Boston) - 2h29'40"

1925
- Argento alla Maratona di Boston ( Boston) - 2h33'37"

1926
- Bronzo alla Maratona di Boston ( Boston) - 2h32'15"

1927
- Oro alla Maratona di Boston ( Boston) - 2h40'22"

1928
- Oro alla Maratona di Boston ( Boston) - 2h37'07"

1929
- 9º alla Maratona di Boston ( Boston) - 2h43'47"
- Argento alla maratona di Los Angeles ( Los Angeles) - 3h10'00"

1930
- Oro alla Maratona di Boston ( Boston) - 2h34'48"

1931
- 5º alla Maratona di Boston ( Boston) - 2h55'46"

1933
- 8º alla Maratona di Boston ( Boston) - 2h43'18"

1934
- 16º alla Maratona di Boston ( Boston) - 2h56'52"
- Oro alla maratona di Los Angeles ( Los Angeles) - 2h34'45"

1936
- 16º alla Maratona di Boston ( Boston) - 2h49'08"

1938
- 7º alla Maratona di Boston ( Boston) - 2h43'30"

1940
- 27º alla Maratona di Boston ( Boston) - 2h55'32"

1941
- 20º alla Maratona di Boston ( Boston) - 3h05'37"

1942
- 24º alla Maratona di Boston ( Boston) - 2h58'14"

1943
- 17º alla Maratona di Boston ( Boston) - 2h57'58"

1946
- 32º alla Maratona di Boston ( Boston) - 3h09'55"

1947
- 65º alla Maratona di Boston ( Boston)

1949
- 49º alla Maratona di Boston ( Boston) - 3h28'42"

1950
- 41º alla Maratona di Boston ( Boston) - 3h28'13"

1951
- 67º alla Maratona di Boston ( Boston) - 3h37'41"

1953
- 82º alla Maratona di Boston ( Boston) - 3h36'32"

1954
- 78º alla Maratona di Boston ( Boston) - 3h58'34"